# Pimp C
Chad Butler, känd som Pimp C, född 29 december 1973 i Port Arthur i Texas, död 4 december 2007 i Los Angeles i Kalifornien, var en amerikansk rappare och musikproducent, mest känd som ena halvan av gruppen Underground Kingz (UGK).
UGK slog igenom med det självbetitlade albumet Underground Kingz som släpptes 2007. Albumet certifierades med platina i USA. På albumet återfinns singlarna "Intl Players Anthem" och "The Game Belongs to Me" som det har gjorts musikvideor till. Pimp C har arbetat med andra Texasrappare som till exempel Mike Jones, Chamillionaire, Paul Wall, Lil Flip och Z Ro.

## Död
Pimp C avled den 4 december 2007 i ett hotellrum i Los Angeles. Han avled i sin säng av överdosering av receptbelagd hostmedicin samt tidigare konstaterad sömnapné.
Lil Flip gjorde en låt tillägnad Pimp C efter att han hade dött. I Macklemores youtube-version av låten "Otherside" spelas också en rapportering från då Pimp C hittades död upp i början av låten, en låt som uppmärksammar om hur dessa slags dödsfall är ett problem. Flera av Pimp C:s fans bär t-shirts med texten "RIP Pimp C" eller "Long Live Pimp C".

## Diskografi
- Sweet James Jones Stories (2005)
- Pimplation (2006)